# Bành Thủy
Huyện tự trị dân tộc Miêu và dân tộc Thổ Gia Bành Thủy (chữ Hán giản thể:彭水苗族土家族自治县, Hán Việt: Bình Thủy Gia Tự trị huyện) là một huyện tự trị trực thuộc thành phố trực thuộc trung ương Trùng Khánh, Cộng hòa Nhân dân Trung Hoa. Huyện này có diện tích 3903 km2, dân số năm 2006 là 630.000 người. Huyện tự trị này giáp Hồ Bắc, Quý Châu, nằm ở khu vực Vũ Lăng Sơn, hạ lưu Ô Giang.